# Ashikaga Yoshimitsu
Ashikaga Yoshimitsu (足利 義満, , Quioto, 25 de setembro de 1358 – Quioto, 31 de maio de 1408) foi o terceiro xogum do Xogunato Ashikaga, que governou entre 1368 e 1394, durante o período Muromachi do Japão. Yoshimitsu era filho do segundo xogum Ashikaga Yoshiakira.
Após a morte do seu pai Yoshiakira e 1367, Yoshimitsu tornou-se Seii Taixogum]] com apenas nove anos de idade. Em 1378, o xogum Yoshimitsu construiu a sua residência no distrito de Muromachi na capital Kyoto designada de Kinkaku-ji.
| Precedido por Ashikaga Yoshiakira | -- 3° Xogum Muromachi 1368–1394 | Sucedido por Ashikaga Yoshimochi |